# Tetsujin 28-gō
Tetsujin 28-gō (鉄人28号, Tetsujin Nijūhachi-gō, litt. « L'homme de fer numéro 28 ») est un manga de Mitsuteru Yokoyama publié de juillet 1956 à mai 1966.
C'est le premier manga de genre mecha mettant en scène un robot géant. Il fait partie de la première génération des séries avec un robot, comme Astro, le petit robot d'Osamu Tezuka publié à partir de 1952.
Tetsujin 28 est téléguidé par un jeune adolescent, il faut attendre 1972 avec Mazinger Z de Gō Nagai pour que les robots géants soient pilotés de l'intérieur (mecha).

## Histoire
Durant la Seconde Guerre mondiale, le professeur japonais Kaneda travaille sur la création expérimentale de robots géants pour changer le cours du conflit mais les bombes américaines détruisent son laboratoire. Une dizaine d'années plus tard, des criminels découvrent deux de ses prototypes encore opérationnels, les numéros 26 et 27, et utilisent leurs télécommandes pour perpétrer des crimes. Le jeune fils du professeur Kaneda, Shotaro Kaneda, mène son enquête et découvre que la mafia recherche le robot numéro 28, possiblement le plus puissant de tous. Shotaro parvient à retrouver ce robot avant les criminels avec l'aide du professeur Shikishima, un ancien collègue de son père qui était supposé avoir été tué par les bombardements américains. Ensemble, ils décident de consacrer le robot Tetsujin (son appellation officielle) à la lutte pour le bien et la paix.

## Personnages

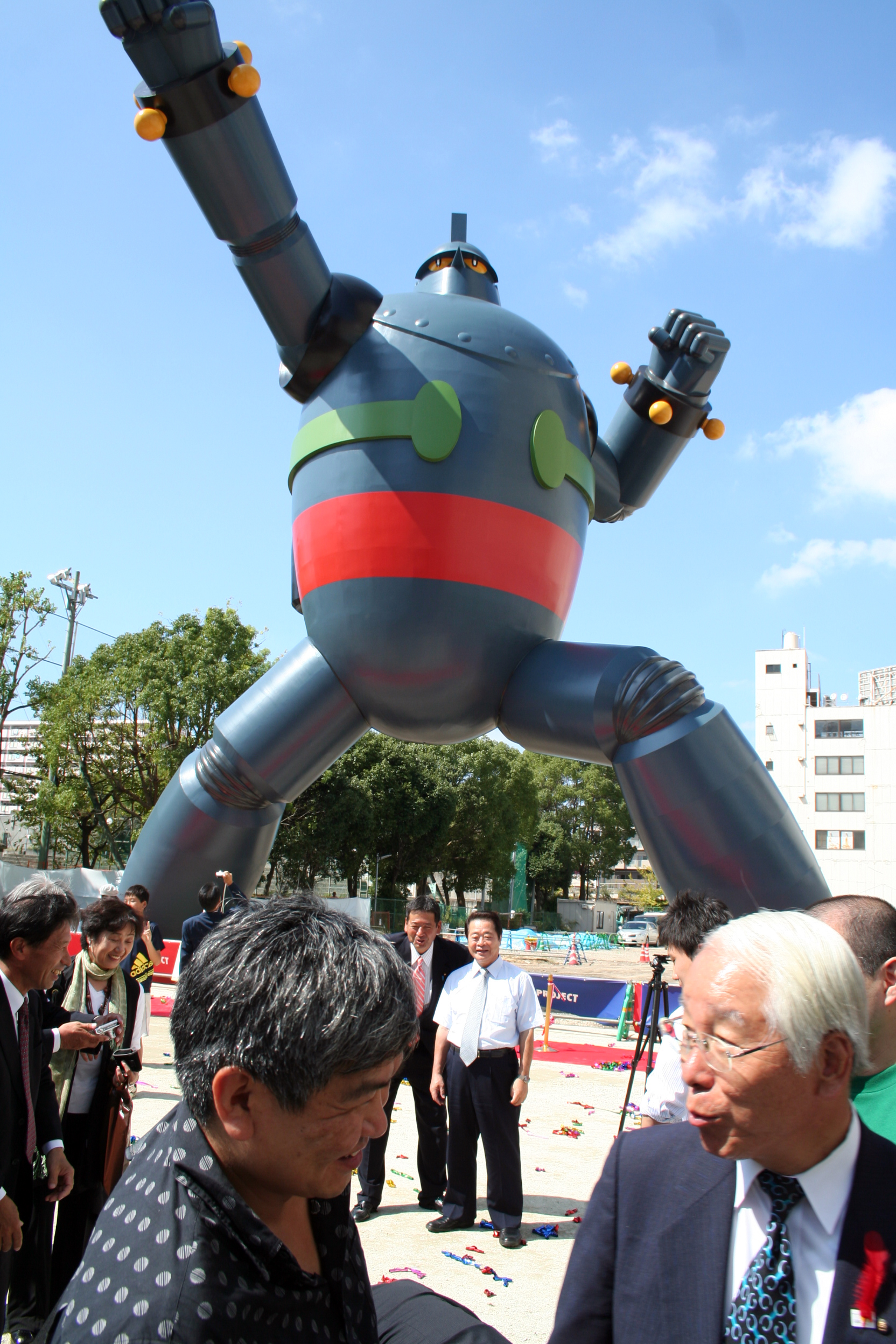
Sculpture géante de 15 m du robot à Kobe.

- Shotaro Kaneda (金田 正太郎, Kaneda Shōtarō?) : le fils du Dr. Kaneda, le créateur de Tetsujin 28. Bien que jeune, il est un détective célèbre à Tokyo. Il commence à contrôler le robot après avoir pris connaissance du travail de son père, et fait de lui un outil de lutte contre la criminalité. Il s'attache progressivement au robot.
- Le professeur Shikishima (敷島 博士, Shikishima-hakase?) : le mentor et protecteur de Shotaro, il s'occupe de réparer Tetsujin 28 quand il est endommagé. Il était autrefois l'assistant du Dr. Kaneda pendant qu'il travaillait sur Tetsujin. Il est marié et a un fils nommé Tetsuo.
- L'inspecteur Otsuka (大塚 署長, Ōtsuka-shochou?) : Le chef de la police de Tokyo. Père de substitution de Shotaro, il est très proche de Shikishima.
- Kenji Murasame (村雨 健次, Murasame Kenji?) : ancien agent secret du gouvernement qui aide l'inspecteur Otsuka et Shotaro dans leur travail contre le crime. Son rôle change dans l'histoire au fur et à mesure. Dans le manga original, lui et son frère Ryuusaku sont les chefs d'une organisation criminelle. Puis il devient l'allié de Shotaro dans les années 1960, mais dans la série de 2004, ses frères Ryuusaku et Tatsu sont tués lors du réveil de Tetsujin et il cherche à se venger pendant plusieurs épisodes.
- Le professeur Shutain Franken (不乱拳酒多飲 博士, Furanken Shutain-hakase?) : méchant récurrent de l'histoire. Ancien collègue du professeur Kaneda, c'est un scientifique reclus qui utilise ses talents pour créer de dangereux robots comme Black Ox.
- Superhuman Kelly (超人間 ケリー, Chōningen Kerī?) : c'est un Américain qui s'est volontairement transformé en androïde pendant la guerre. Ainsi, son corps est entièrement robotique sauf son cerveau, et il est souvent recouvert de bandage. Il a laissé le Dr. Dragnet l'utiliser comme sujet test pour le projet Tetsujin. Après l'opération, le Dr. Dragnet rejette sa création et enterre Kelly qui est finalement réveillé par la foudre. Il souffre dès lors de maux de tête et d'une grande sensibilité à l'électricité. Il traque et tente d'assassiner Dragnet et son collègue Makimura, ce qui provoque l'opposition de Shikishima et Otsuka. Dans la série de 2004, il garde son apparence humaine mais conserve ses pouvoirs robotiques. Il vole l'identité de son frère Johnson, qui était l'assistant de Dragnet, et l'enferme dans un sous-sol. Il réussira à tuer Dragnet et Makimura mais son identité sera révélée et il tente de s'enfuir en se cramponnant à une fusée en partance pour l'espace. Son corps se décompose dans la stratosphère et il meurt en tombant vers la Terre. Son frère Johnson s'échappe quelque temps après et récupère le visage robotique de Kelly.

## Hommages
Dans le manga Beelzebub, lorsque Baby Beel devient géant Oga le surnomme Babytsujin 28.
Un personnage du manga Akira de Katsushiro Otomo porte également le nom de Shotaro Kaneda.
De plus, Tetsujin 28-gō est brièvement mentionné dans le manga de Hirohiko Araki JoJo's Bizarre Adventure lors de la partie 8 JoJolion (chapitre 33).
Dans le film One Piece : Le Mecha géant du château Karakuri, l'une des inventions de Ratchet porte le nom de Tetsujin-kun no28.